# 지남호
지남호는 대한민국의 제1호 원양어선이다. 제동산업에서 운영하던 어선으로 1957년 6월 윤정구의 주도로 인도양에 처음 원양어업을 시도, 성공을 거두었다.

## 건조
1946년에 미국정부가 시애틀 수산시험장의 연구를 위하여 종합시험선으로 건조한 선박 2척 중의 한 척으로서 미국 오리건주 아스토리아(Astoria) 항에서 건조된 이 선박의 선명은 'SS Washington호'였다. 이 선박은 49만 달러를 투입하여 건조된 총톤수 230톤의 강선으로서 600마력 디젤엔진을 설치하고, 트롤어업, 연승어업, 선망어업 등의 복합적 기능을 발휘하도록 설계되었으며, 특히 당시로서는 보기 드물게 냉동·냉장설비, 무선방향탐지기, 측심기, 어군탐지기 등의 전자장비를 갖춘 최신 종합시험선이었다.

## 한국정부 인수
'SS Washington호'는 약 3년간의 조사활동을 마친 뒤, 1949년 3월에 미국 ECA 원조자금 326천 달러를 지불하고 한국정부가 인수하였으며, 이승만 대통령은 "남쪽으로 뱃머리를 돌려 부를 건져 올리라"는 의미로 이 선박을 지남호(指南號)로 명명하였다. 이 선박이 도입된 당시에는 이런 규모의 대형어선에 대한 운항기술과 경험을 가진 자가 국내에 없었기 때문에 그 당시에 외국 원조물자를 담당하던 외자청 소속의 해상순시선 겸 제주도 출장용으로 활용되었다. 또한 6.25전쟁 이후에는 부산~제주~여수 간에 의약품 수송업무를 담당하는 등 어선으로서는 활용되지 못하였다.

## 제동산업 인수
수산업에의 진출을 꿈꾸고 있던 제동산업이 1951년 9월 239천달러에 이 선박을 정부로부터 불하받아 인수하였으며, 처음에는 연근해어업에 투입하였으나, 어구의 미비 등으로 성과를 거두지 못했고, 대일 활어운반선으로의 활용도 검토하였으나 수산물 수출금지조치로 인하여 이 또한 불가하였다. 결국 지남호는 1957년 인도양 시험조업 출어까지 특별한 역할 없이 막대한 관리비만 소모하였다.

## 참고 자료
- 《원양어업 50년 발전사》, 농림수산식품부, 2008년 12월 발행